# Nikolas Ledgerwood
Nikolas Ledgerwood, född 18 januari 1985 i Lethbridge, är en kanadensisk fotbollsspelare.
Under den femte spelade matchen för Hammarby på Tele2 arena så gjorde Nikolas det första målet för hemmalaget på den nya arenan, då hade Hammarby spelat på arenan i 413 minuter utan något mål. 